# 291387 Katiebouman
291387 Katiebouman è un asteroide della fascia principale. Scoperto nel 2006, presenta un'orbita caratterizzata da un semiasse maggiore pari a 2,3450980 au e da un'eccentricità di 0,1205426, inclinata di 4,67128° rispetto all'eclittica.